# 東武鉄道浅草工場
浅草工場（あさくさこうじょう）は、東武鉄道の所有していた車両基地・検修場の一つ。現在のとうきょうスカイツリー駅の旧名である「浅草駅」構内に立地していた。

## 概要
工場自体は、浅草工場と浅草機関区に分かれていた。
浅草工場は当初、蒸気機関車の検査・修理（浅草機関庫）だったが、後には客車や貨車などの定期検査や修繕を行うようになった。浅草工場では手狭となり電車関連は浅草工場鐘ヶ淵派出所に分離した。

## 歴史
東武鉄道は、当初越中島への乗り入れを構想しており、また東武亀戸線を通じて総武鉄道の両国橋駅（現在の両国駅）へ乗り入れてそこをターミナルとしていた時期もあった。しかし結局舟運の便のあるとうきょうスカイツリー駅の位置をターミナルとすることになり、1910年（明治43年）から浅草駅の名称で営業するようになった。蒸気機関車による運転で開業した東武鉄道のターミナル駅は規模が大きなものとなり、構内に転車台、給炭水設備、機関庫などの諸設備を備えることになった。こうして車両の検査や修繕を担当する浅草工場も駅構内に1910年（明治43年）に開設された。位置は、後のとうきょうスカイツリー駅の曳舟側の留置線があるあたりである。
1924年（大正13年）から路線の電化が始まり、電車の検査も浅草工場の業務に加わった。同年10月に西新井に電車庫が開設され、電車の電気機器と制動装置の検査は西新井工場が担当することになった。第二次世界大戦中、1945年（昭和20年）3月に空襲で浅草工場は焼失し、杉戸工場に蒸気機関車の検査を移管した。電車の検査は西新井工場ですべて担当していたが、1947年（昭和22年）2月に浅草工場が復旧すると電車の検査の一部がふたたび浅草工場に移管された。1951年（昭和26年）8月14日に浅草工場で火災が発生し、大半を焼失した。仮の設備で検査を実施していたが、検査修繕作業の効率改善のため浅草工場は西新井工場に合併することになり、1955年（昭和30年）1月1日をもって浅草工場は閉鎖となった。

### 年表
- 1910年（明治43年）：設置[3]。
- 1924年（大正13年）：電車の検査業務を開始[3]。
- 1929年（昭和4年）4月1日：職構改革により浅草工場第三工事区（台車・木工・塗工）が浅草工場鐘ヶ淵派出所として分離。
- 1945年（昭和20年）：
  - 3月9日 戦火により工場全てが全焼。
  - 7月1日 杉戸に工場を開設。第1工事区と西新井工場に第2工事区の鋳物職場に移転。
- 1947年（昭和22年）2月1日：復旧。第2工事区を西新井工場から移転。
- 1951年（昭和26年）8月14日：火災により工場の大半を焼失。直ちに仮設工場を建設[3]。
- 1953年（昭和28年）：本社は一貫作業の車両修繕の能率向上、経費削減と総合工場へ変革のため西新井工場と統合を決定。
- 1955年（昭和30年）1月1日：浅草工場と浅草工場鐘ヶ淵派出所を閉鎖。全ての検査・修繕などは西新井工場と杉戸工場に移転した。